# Grand Prix-wegrace van Tsjecho-Slowakije 1973
De Grand Prix-wegrace van Tsjecho-Slowakije 1973 was de negende race van het wereldkampioenschap wegrace-seizoen 1973. De race werd verreden op 15 juli 1973 op de Masaryk-Ring nabij Brno.

## Algemeen
Nadat de Oost-Duitse bond de GP van de DDR na prowesterse uitingen van het publiek tot een pure oostblok-wedstrijd had gemaakt, bleven die uitingen toch bestaan. Het publiek uit de DDR reisde nu massaal naar de GP van Tsjecho-Slowakije om de West-Duitser Dieter Braun aan te moedigen. Braun haalde in Brno zijn derde overwinning van het seizoen.

## 500 cc
Giacomo Agostini won na zijn overwinning in de Grand Prix van België ook de 500cc-Grand Prix van Tsjecho-Slowakije, maar omdat Kim Newcombe geen punten scoorde (in de laatste bocht gevallen, terwijl hij derde lag) en Phil Read tweede werd, werd diens voorsprong in het WK opnieuw groter. Jack Findlay, die vijfde werd, stond nu op de derde plaats op de ranglijst, achter Read en Newcombe.

### Uitslag 500 cc
| Pos | Coureur              | Merk           | Tijdo     | Punten |
| --- | -------------------- | -------------- | --------- | ------ |
| 1   | Giacomo Agostini     | MV Agusta      | 57' 04" 6 | 15     |
| 2   | Phil Read            | MV Agusta      | +45" 9    | 12     |
| 3   | Bruno Kneubühler     | Yamaha         | +1' 28" 9 | 10     |
| 4   | Eric Offenstadt      | SMAC-Kawasaki  | +1' 48" 9 | 8      |
| 5   | Jack Findlay         | Suzuki         | +1' 49" 1 | 6      |
| 6   | Bohumil Staša        | Yamaha         | +3' 08" 2 | 5      |
| 7   | Mario Lega           | Yamaha         | +4' 05" 5 | 4      |
| 8   | Bo Granath           | Husqvarna      | +4' 16" 1 | 3      |
| 9   | Lothar John          | Daytona-Suzuki | +5' 01" 3 | 2      |
| 10  | Piet van der Wal     | Yamaha         | +5' 31" 5 | 1      |
| 11  | Charlie Dobson       | Kawasaki       |           |        |
| 12  | Rod Tingate          | Yamaha         |           |        |
| 13  | Werner Schmied       | Yamaha         |           |        |
| 14  | Alex George          | Yamaha         |           |        |
| 15  | Chas Mortimer        | Yamaha         |           |        |
| DNF | Paul Eickelberg      | König          |           |        |
| DNF | Billie Nelson        | Yamaha         |           |        |
| DNF | János Drapál         | Yamaha         |           |        |
| DNF | Alois Maxwald        | Rotax          |           |        |
| DNF | Werner Bergold       | Kawasaki       |           |        |
| DNF | Christian Bourgeois  | Yamaha         |           |        |
| DNF | Gianfranco Bonera    | Suzuki         |           |        |
| DNF | Sven-Olof Gunnarsson | Kawasaki       |           |        |
| DNF | Kim Newcombe         | König          | val       |        |
| DNF | Steve Ellis          | Yamaha         |           |        |
| DNF | Guido Mandracci      | Suzuki         |           |        |
| DNF | Werner Giger         | Yamaha         |           |        |
| DNF | Víctor Palomo        | Yamaha         |           |        |
| DNF | Kaarlo Koivuniemi    | Kawasaki       |           |        |

## 350 cc
Teuvo Länsivuori won de 350cc-GP van Tsjecho-Slowakije met een ruime voorsprong op Giacomo Agostini en Phil Read.

### Uitslag 350 cc
| Pos | Coureur              | Merk            | Tijdo     | Punten |
| --- | -------------------- | --------------- | --------- | ------ |
| 1   | Teuvo Länsivuori     | Yamaha          | 57' 02" 1 | 15     |
| 2   | Giacomo Agostini     | MV Agusta       | +28" 3    | 12     |
| 3   | Phil Read            | MV Agusta       | +28" 6    | 10     |
| 4   | Gianfranco Bonera    | Harley-Davidson | +1' 00" 3 | 8      |
| 5   | Dieter Braun         | Yamaha          | +1' 05" 2 | 6      |
| 6   | John Dodds           | Yamaha          |           | 5      |
| 7   | Michel Rougerie      | Harley-Davidson |           | 4      |
| 8   | Patrick Pons         | Yamaha          |           | 3      |
| 9   | Kurt-Ivan Carlsson   | Yamaha          |           | 2      |
| 10  | Adu Celso Santos     | Yamaha          |           | 1      |
| 11  | Thierry Tchernine    | Yamaha          |           |        |
| 12  | Víctor Palomo        | Yamaha          |           |        |
| 13  | Sven-Olof Gunnarsson | Yamaha          |           |        |
| 14  | Klaus Leonhardt      | Yamaha          |           |        |
| 15  | Bo Granath           | Yamaha          |           |        |
| 16  | János Reisz          | Yamaha          |           |        |
| 17  | František Srna       | Jawa            |           |        |
| 18  | Peter Baláž          | Jawa            |           |        |
| 19  | Jiři Král            | Jawa            |           |        |
| 20  | Milan Soban          | Jawa            |           |        |
| 21  | Emanuel Quirenz      | Jawa            |           |        |

## 250 cc
Dieter Braun wist de 250cc-race in Tsjecho-Slowakije te winnen, heftig aangemoedigd door veel Oost-Duitsers die dat in eigen land niet meer konden doen. Michel Rougerie werd tweede en Teuvo Länsivuori slechts derde. Daardoor verloor Länsivuori zijn leidende positie in het WK aan Braun. Rougerie gebruikte inmiddels ook de watergekoelde versie van de Harley-Davidson RR 250, die erg snel bleek te zijn en steeds betrouwbaarder werd.

### Uitslag 250 cc
| Pos | Coureur             | Merk            | Tijdo     | Punten |
| --- | ------------------- | --------------- | --------- | ------ |
| 1   | Dieter Braun        | Yamaha          | 47' 51" 4 | 15     |
| 2   | Michel Rougerie     | Harley-Davidson | +7" 4     | 12     |
| 3   | Teuvo Länsivuori    | Yamaha          | +8" 5     | 10     |
| 4   | Paolo Pileri        | Yamaha          | +1' 30" 2 | 8      |
| 5   | Patrick Pons        | Yamaha          | +1' 41"   | 6      |
| 6   | John Dodds          | Yamaha          | +1' 42" 4 | 5      |
| 7   | Matti Salonen       | Yamaha          |           | 4      |
| 8   | Bruno Kneubühler    | Yamaha          |           | 3      |
| 9   | Bernd Tüngethal     | MZ              |           | 2      |
| 10  | Mario Lega          | Yamaha          |           | 1      |
| 11  | Víctor Palomo       | Yamaha          |           |        |
| 12  | Bohumil Staša       | Jawa            |           |        |
| 13  | Werner Pfirter      | Yamaha          |           |        |
| 14  | Nico van der Zanden | Yamaha          |           |        |
| 15  | Werner Giger        | Yamaha          |           |        |
| 16  | Ryszard Mankiewicz  | Yamaha          |           |        |
| 17  | Lothar John         | Yamaha          |           |        |
| 18  | John Weeden         | Yamaha          |           |        |
| 19  | Alex George         | Yamaha          |           |        |
| 20  | Jürgen Lenk         | MZ              |           |        |
| DNF | Christian Bourgeois | Yamaha          |           |        |
| DNF | Adu Celso Santos    | Yamaha          | val       |        |
| DNF | Chas Mortimer       | Yamaha          |           |        |

## 125 cc
In Tsjecho-Slowakije was Kent Andersson nog steeds niet genezen van zijn beenbreuk in Assen, maar Jos Schurgers kon dit voordeel niet ten volle benutten, ook al omdat hij slechts de 11e startplaats had. Otello Buscherini won met zijn Malanca de 125cc-race, na een flink gevecht met Chas Mortimer. Schurgers had zich binnen een ronde naar voren gewerkt en streed om de derde plaats met Eugenio Lazzarini, maar wist tegen het einde van de race van hem weg te lopen en derde te worden. Toen zat echter Rolf Minhoff vlak achter hem.

### Uitslag 125 cc
| Pos | Coureur           | Merk        | Tijdo     | Punten |
| --- | ----------------- | ----------- | --------- | ------ |
| 1   | Otello Buscherini | Malanca     | 47' 07" 7 | 15     |
| 2   | Chas Mortimer     | Yamaha      | +0" 5     | 12     |
| 3   | Jos Schurgers     | Bridgestone | +42" 6    | 10     |
| 4   | Rolf Minhoff      | Maico       | +42" 8    | 8      |
| 5   | Gert Bender       | Maico       |           | 6      |
| 6   | Matti Salonen     | Yamaha      |           | 5      |
| 7   | Eugenio Lazzarini | Piovaticci  |           | 4      |
| 8   | Jürgen Lenk       | MZ          |           | 3      |
| 9   | Thierry Tchernine | Yamaha      |           | 2      |
| 10  | Benigno Jull      | MZ          |           | 1      |
| 11  | Bohumil Staša     | MZ          |           |        |
| 12  | Jaroslav Hlavaty  | Jawa        |           |        |
| 13  | R. Ferrer         | MZ          |           |        |
| 14  | Antonio Garcia    | MZ          |           |        |
| 15  | Geza Repitz       | MZ          |           |        |
| 16  | László Szabó      | MZ          |           |        |
| 17  | Bohuslav Vaňous   | Jawa        |           |        |
| 18  | Karel Sedláček    | MZ          |           |        |
| 19  | Oldrĭch Kába      | Jawa        |           |        |
| 20  | Vaclav Rathovsky  | AHRA        |           |        |
| DNF | Ángel Nieto       | Morbidelli  |           |        |
| DNF | János Reisz       | MZ          |           |        |

## Zijspanklasse
De eerste 10 plaatsen in de zijspan-GP van Tsjecho-Slowakije werden allemaal door Duitsers bezet. Wereldkampioenen Klaus Enders/Ralf Engelhardt leidden de race van begin tot eind, Siegfried Schauzu/Wolfgang Kalauch werden tweede en Werner Schwärzel/Karl-Heinz Kleis derde.

### Uitslag zijspanklasse
| Pos | Coureur           | Bakkenist        | Merk      | Tijdo     | Punten |
| --- | ----------------- | ---------------- | --------- | --------- | ------ |
| 1   | Klaus Enders      | Ralf Engelhardt  | Busch-BMW | 49' 00" 8 | 15     |
| 2   | Siegfried Schauzu | Wolfgang Kalauch | BMW       | +1' 31" 1 | 12     |
| 3   | Werner Schwärzel  | Karl-Heinz Kleis | König     | +2' 30" 9 | 10     |
| 4   | Richard Wegener   | Derek Jacobson   | BMW       | +2' 42" 5 | 8      |
| 5   | Rolf Steinhausen  | Karl Scheurer    | König     |           | 6      |
| 6   | Otto Haller       | Erich Haselbeck  | BMW       |           | 5      |
| 7   | Karl Venus        | Rainer Gundel    | BMW       |           | 4      |
| 8   | Egon Schons       | Karl Lauterbach  | BMW       |           | 3      |
| 9   | Helmut Schilling  | Harald Mathews   | BMW       |           | 2      |
| 10  | Wolfgang Klenk    | Norbert Scherer  | BMW       |           | 1      |

1928 · 1929 · 1950 · 1951 · 1952 · 1954 · 1955 · 1956 · 1957 · 1958 · 1959 · 1960 · 1961 · 1962 · 1963 · 1964 · 1965 · 1966 · 1967 · 1968 · 1969 · 1970 · 1971 · 1972 · 1973 · 1974 · 1975 · 1976 · 1977 · 1978 · 1979 · 1980 · 1981 · 1982 · 1983 · 1984 · 1985 · 1986 · 1987 · 1988 · 1989 · 1990 · 1991